# Exportní garanční a pojišťovací společnost
Exportní garanční a pojišťovací společnost, a.s. (EGAP) je pojišťovna vlastněná Českou republikou. Akcionářská práva vykonává stát, prostřednictvím ministerstva financí.

## Služby
EGAP je úvěrovou pojišťovnou se zaměřením na tržně nepojistitelná politická a komerční rizika, spojená s financováním vývozu zboží, služeb a investic z České republiky. Politická rizika mají z pohledu účastníků obchodu povahu vyšší moci. Patří mezi ně například administrativní či legislativní opatření země dlužníka, která mu zabrání ve splácení, nebo také politické události v zemi dlužníka v podobě revolucí, válek, generálních stávek apod. Komerční rizika jsou spojena přímo s dlužníkem a mají podobu platební neschopnosti, nebo odepření zaplacení pohledávky.
EGAP pojišťuje zejména bankovní úvěry se splatností delší než 2 roky, na financování vývozu velkých energetických, strojních a technologických zařízení, investičních celků, dopravních staveb a investic, a to především do zemí, kde politické, ekonomické a právní prostředí přináší větší míru nejistoty a vyšší riziko nezaplacení na straně kupujících.
Působí jako standardní vývozní úvěrová pojišťovna plnící roli státního nástroje na podporu exportu. Pojišťovací služby nabízí všem vývozcům českého zboží, služeb a investic.

## Historie
Součástí transformace československé ekonomiky na počátku devadesátých let bylo vytvoření institucí na podporu exportu. Jako první byla v únoru roku 1992 založena Exportní garanční a pojišťovací společnost, a.s. (EGAP).
V roce 1995 byla založena Česká exportní banka, a.s. (ČEB), jako dceřiná společnost EGAP pro zvýhodněné financování vývozních úvěrů. Ve stejném roce byl přijat zákon č. 58/1995 Sb., o pojišťování a financování vývozu se státní podporou. Pojistné fondy pro pojišťování teritoriálních rizik definované tímto zákonem byly postupně doplňovány jednak ze státního rozpočtu, jednak ve stále větší míře z vlastních zdrojů EGAP, čímž se zvyšovala pojistná kapacita.[zdroj?]
EGAP se zapojil do činnosti Bernské unie (Mezinárodní unie úvěrových a investičních pojistitelů). V dubnu 1998, po dvouletém období na pozici pozorovatele, se EGAP stal, jako první instituce tohoto typu ze zemí střední a východní Evropy, jejím řádným členem.[zdroj?] Zároveň se EGAP jako reprezentant ČR zapojil do práce Konsenzu OECD s cílem dosáhnout členství ve skupině účastníků, tj. tzv. Participantů. Členem skupiny Participantů se ČR stala v roce 2001. Tyto aktivity umožnily přístup k rozsáhlým databázím informací a výměnu zkušeností s partnerskými zahraničními institucemi.
Ve dnech 14.–18. 10. 2002 se v Praze uskutečnilo výroční zasedání Bernské unie. EGAP byl první úvěrovou pojišťovnou ze zemí střední a východní Evropy, která se stala hostitelem takového zasedání.[zdroj?]
1. května 2004 se Česká republika stala členem Evropské unie. Tím se změnilo postavení vůči Konsensu OECD. Zatímco dříve byla ČR prostřednictvím EGAP samostatným členem, dnes je ve stejné pozici jako ostatní členské země EU, které jsou na jednání a rozhodování Konsensu reprezentovány Evropskou komisí. Společná stanoviska členských zemí EU pro jednání participantů Konsensu se vytvářejí na pravidelných koordinačních poradách v Bruselu.

## Dceřiná společnost KÚP
V lednu roku 2005 rozhodla valná hromada EGAP o založení dceřiné společnosti a převedení komerčního pojištění krátkodobých pohledávek do její působnosti. Dceřiná společnost zahájila činnost 1. října 2005 pod obchodním názvem Komerční úvěrová pojišťovna EGAP, a.s. (KÚP). Založení dceřiné společnosti bylo reakcí na zpřísněná pravidla EU požadující transparentní oddělení pojištění se státní podporou od komerčních aktivit.[zdroj?]
18. dubna 2007 schválila vláda ČR vítězný návrh na prodej 66% podílu EGAP v Komerční úvěrové pojišťovně belgickou úvěrové pojišťovně Ducroire–Delcredere SA. N.V. a italské úvěrové pojišťovně SACE BT SpA v rámci veřejného výběrového řízení. Proces vstupu těchto pojišťoven do KÚP byl formálně ukončen převzetím 66% balíku akcií 11. října 2007. O dva roky později přešel většinový podíl výhradně na Ducroire–Delcredere SA. N.V. V roce 2010 byla KÚP přejmenována na KUPEG úvěrová pojišťovna, a.s. a v listopadu 2016 EGAP odprodal svůj vlastnický podíl v KUPEG pojišťovně Ducroire–Delcredere SA. N.V., která se tak stala stoprocentním majitelem KUPEG.